# Lupinus luetzelburgianus
Lupinus luetzelburgianus är en ärtväxtart som beskrevs av Charles Piper Smith. Lupinus luetzelburgianus ingår i släktet lupiner, och familjen ärtväxter. Inga underarter finns listade i Catalogue of Life.